# Konsulent
En konsulent er en person, som rådgiver inden for et bestemt ekspertiseområde, såsom bankvæsen, reklame, jura, teknologi, personaleadministration, lægemidler etc. 
Ordet konsulent stammer fra det latinske ord consultare, som direkte oversat betyder at diskutere, konsultere eller "spørge om råd".
Til titlen konsulent regnes normalt en vis grad af ekspertviden indenfor ekspertiseområdet, men konsulent er ingen beskyttet titel og kan derfor bruges frit. Enhver kan eksempelvis kalde sig for chatkonsulent, samlivskonsulent etc. uden at det kræver særlige forudsætninger. I mange virksomheder betegner en konsulent en sælger frem for en rådgiver. En konsulent arbejder ofte med processer i organisationer.